# Fabio (cantante)
Fabio Degli Schiavoni, in arte solo Fabio (Bari, 1947), è un cantante italiano.

## Biografia
Studente in medicina, inizia ad esibirsi nei primi anni sessanta, partecipando a vari concorsi canori nella sua regione; in uno di questi, a Polignano a Mare, viene notato per il suo stile vocale (vicino a quello dei cantautori francesi e alla scuola genovese di Gino Paoli e Luigi Tenco) da un produttore ed ottiene un contratto discografico con la Bentler, casa discografica milanese.
Il primo 45 giri contiene i brani Non è un addio/Kirsh ed ottiene un discreto successo: Fabio partecipa ad alcuni programmi televisivi (come Settevoci, condotto da Pippo Baudo) ed è in gara a Un disco per l'estate 1968 con Vorrei sapere (musica di Roberto Negri e testo di Luciano Beretta), che rimarrà la sua canzone di maggior successo; il 45 giri relativo viene stampato dalla Bentler in una duplice emissione, la prima con copertina apribile a poster e la seconda con busta singola.
Nello stesso anno un altro suo brano, Viva la notte (una bossa nova), viene scelto come sigla del Cantagiro, e Fabio partecipa alla manifestazione come ospite. Nel mese di settembre il brano viene presentato alla Mostra Internazionale di Musica Leggera, ottenendo un discreto riscontro anche dalla critica.
Nel frattempo si susseguono le serate in tutta Italia e gli articoli sulle riviste musicali specializzate dell'epoca (Ciao amici e Big in primo luogo).
Il 1969 è l'anno di Mani pulite/Le ragazze dell'estate, mentre continuano i concerti.
Nel 1970 si esibisce alla Bussola di Viareggio come spalla di apertura nella serata del concerto di Ella Fitzgerald; partecipa poi alla Caravella dei successi dove ottiene un buon piazzamento con la canzone La grande nave (pubblicata su 45 giri l'anno precedente), versione italiana del successo internazionale Ce grand bateau (incisa tra gli altri dai The Fevers e da Ronaldo Lark), scritta da Jean Claudric e Pierre Cour (il testo italiano è del discografico e pittore Domenico Serengay).
Nello stesso anno questa canzone verrà inserita nella colonna sonora del film E Dio disse a Caino... di Antonio Margheriti.
Sempre nel 1970 pubblica un ulteriore 45 giri ed un album che racchiude le canzoni pubblicate in precedenza; l'anno successivo è la volta di Il bicchiere, canzone blues scritta da Miki Del Prete, Roberto Negri e Giuseppe Verdecchia.
Con il conseguimento della laurea in medicina, Fabio abbandona l'attività canora per dedicarsi alla carriera di medico.

## Discografia parziale

### 33 giri
- 1970 - Fabio (Bentler, BE/NP 5027)

### 45 giri
- 1967 - Non è un addio/Kirsh (Bentler, BE/NP 5027)
- 1968 - Vorrei sapere/Viva la notte (Bentler, BE/NP 5035)
- 1969 - La grande nave/Soltanto sogni (Bentler, BE/NP 5050)
- 1969 - Mani pulite/Le ragazze dell'estate (Bentler, BE/NP 5053)
- 1970 - Isabelle/Socchiudo gli occhi (Bentler, BE/NP 5074)
- 1971 - Il bicchiere/A tutte dico di no (Bentler, BE/NP 5082)